# Édith Scob
Pour les articles homonymes, voir Scobeltzine et Scob.
Édith Scobeltzine, dite Édith Scob, est une actrice française, née le 21 octobre 1937 à Paris 12e, et morte le 26 juin 2019 à Paris 11e.

## Biographie
Edith Helena Vladimirovna Scobeltzine, de son nom de scène Edith Scob, est issue d'une famille de la noblesse russe non titrée. Son père, architecte, est le fils d'un général de l'armée impériale russe Vladimir Scobeltzine,, tandis que sa mère est la fille du pasteur Henri Nick (1868-1954). Son frère Michel Scob (1935-1995), coureur cycliste, a été quadruple champion de France sur piste.
Édith Scob commence comme comédienne au théâtre de l'Athénée à Paris, où elle donne la réplique à Pierre Brasseur dans le Don Juan de La Mort qui fait le trottoir d'Henry de Montherlant, mis en scène par Georges Vitaly. Elle tourne six films avec Georges Franju, pionnier français du cinéma fantastique, depuis Les Yeux sans visage qui la révèle en 1959,, mais figure aussi dans La Voie lactée de  Luis Buñuel en 1969.
Mariée avec le compositeur d'origine grecque Georges Aperghis, elle a deux garçons.
Elle connaît un parcours atypique, incarnant aussi bien des personnages dans des films et téléfilms très populaires que dans des films de recherche et au théâtre dans des mises en scène d’Antoine Vitez ou de son mari Georges Aperghis. Avec ce dernier, elle s'est consacrée au théâtre expérimental en fondant la troupe de l'Atelier de théâtre et musique (ATEM) à la fin des années 1960 à Bagnolet. Elle tourne dans les années 1970, 1980 et 1990, avec divers réalisateurs, notamment Raoul Ruiz, Jean Becker, Leos Carax et Andrzej Żuławski. En 2008, le festival international du film Entrevues lui consacre une rétrospective.
Après une pause, elle revient au cinéma dans Holy Motors de Leos Carax en 2012, dans le court métrage Ennui ennui de Gabriel Abrantes en 2013, dans L'Avenir de Mia Hansen-Løve en 2016, dans Le Cancre réalisé par Paul Vecchiali en 2016. Elle fait une dernière apparition au cinéma en 2019 dans le film Mon inconnue réalisé par Hugo Gélin.
Edith Scob meurt le 26 juin 2019 à Paris,, à l'âge de 81 ans, comme l'annonce son agent à l'Agence France-Presse. Elle est incinérée.

## Théâtre

### Comédienne
- 1958 : Don Juan d'Henry de Montherlant, mise en scène Georges Vitaly, théâtre de l'Athénée
- 1959 : L'Hurluberlu de Jean Anouilh, mise en scène Roland Piétri, Comédie des Champs-Élysées
- 1960 : Le Tartuffe de Molière, mise en scène Roland Piétri, Comédie des Champs-Élysées
- 1961 : Le Square de Marguerite Duras, mise en scène José Quaglio, théâtre des Mathurins
- 1961 : Clérambard de Marcel Aymé, mise en scène Claude Sainval, Comédie des Champs-Élysées
- 1962 : Les femmes aussi ont perdu la guerre de Curzio Malaparte, mise en scène Raymond Gérôme, théâtre des Mathurins
- 1966 : Vous vivrez comme des porcs de John Arden, mise en scène Guy Rétoré, théâtre de l'Est parisien
- 1968 : Le Boulanger, la Boulangère et le Petit Mitron de Jean Anouilh, mise en scène Jean Anouilh et Roland Piétri, Comédie des Champs-Élysées
- 1971 : La Tragique Histoire du nécromancien Hiéronimo et de son miroir de Georges Aperghis, mise en scène Hubert Jappelle, Festival d'Avignon
- 1973 : L'Appareil-photo de et mise en scène Mireille Franchino, théâtre national des Enfants-Vincennes
- 1973 : Pandæmonium d'après Le Château des Carpathes de Jules Verne, mise en scène Anne Delbée, Festival d'Avignon
- 1974 : Sa Négresse Jésus de Michel Puig, mise en scène Michael Lonsdale et Catherine Dasté, Nanterre
- 1974 : Qui rapportera ces paroles ? de Charlotte Delbo, mise en scène François Darbon
- 1976 : Paysage de ruine avec personnages de Danièle Sallenave, mise en scène Brigitte Jaques, théâtre Récamier
- 1977 : L'Aveugle de Bagnolet, Marchand de plaisir, marchand d'oublies, théâtre musical de Georges Aperghis, Festival d'Avignon, Théâtre national de Chaillot
- 1977 : La Poupée Nina, théâtre musical de Georges Aperghis, Festival d'Avignon
- 1979 : L'Embranchement de Mugby d'après Charles Dickens, mise en scène Brigitte Jaques-Wajeman, Centre Pompidou
- 1980 : Flaminal Valaire de Maurice Regnaut, mise en scène Jacques Kraemer, Festival d'Avignon
- 1982 : De la cave au grenier, un corps entier de songes de Gil Jouanard, mise en scène Michael Lonsdale, Villeneuve-les-Avignon
- 1983 : Racine(s) d'après Racine, mise en scène Jean-Louis Martinoty, Festival d'Avignon
- 1984 : Le Héron de Vassili Axionov, mise en scène Antoine Vitez, Théâtre national de Chaillot
- 1984 : La Mouette d’Anton Tchekhov, mise en scène Antoine Vitez, Théâtre national de Chaillot
- 1984 : La Ville Marine de Jacques Guimet, mise en scène Anne-Marie Lazarini, théâtre Artistic Athévains
- 1985 : Intérieur de Maurice Maeterlinck, mise en scène Claude Régy, théâtre Gérard-Philipe
- 1986 : La Tour de Babel, Détails d'après Patricia Buzzi, mise en scène Georges Aperghis, Festival d'Avignon
- 1987 : La Princesse blanche de Rainer Maria Rilke, traduction Maurice Regnaut, mise en scène Yannis Kokkos, théâtre de l'Escalier d'or
- 1987 : Inventaires de Philippe Minyana, mise en scène Dominique Bertola, Robert Cantarella, Philippe Minyana, La Criée Marseille
- 1988 : Annie Wobbler (Annie, Anna, Annabella) d'Arnold Wesker, mise en scène Gilles Chavassieux, théâtre Les Ateliers Lyon
- 1988 : La Vie mode d'emploi de Georges Perec, mise en scène Michael Lonsdale, Festival d'Avignon
- 1989 : Le Chemin solitaire d'Arthur Schnitzler, mise en scène Luc Bondy, théâtre Renaud-Barrault
- 1990 : Récital René Char, lecture, mise en scène René Farabet, Festival d'Avignon
- 1990 : Quand nous nous réveillerons d'entre les morts de Henrik Ibsen, mise en scène Kjetil Bang-Hansen, Théâtre national de Strasbourg
- 1991 : Summer d’Edward Bond, mise en scène René Loyon, Théâtre national de la Colline
- 1991 : Portevoix de Georges Aperghis, mise en scène de l'auteur, théâtre de Nice
- 1992 : H Litanie musicale et égalitaire de Georges Aperghis, mise en scène de l'auteur, théâtre Nanterre-Amandiers
- 1992 : Chef-lieu d'Alain Gautré, mise en scène Jean-Claude Fall, théâtre Gérard-Philipe, théâtre Daniel-Sorano Toulouse
- 1992 : Récital René Char d'après René Char, mise en scène René Farabet, Festival d'Avignon
- 1994 : King Kong Palace ou l'Exil de Tarzan de Marco Antonio de La Parra, mise en scène Vincent Colin, Festival d'Avignon
- 1996-1997 : Le Gars de Marina Tsvetaïeva, mise en scène Édith Scob, lecture France Culture, Festival d’Avignon puis Maison de la Poésie
- 1998 : Ardèle ou la Marguerite de Jean Anouilh, mise en scène Pierre Franck, théâtre de l'Atelier puis théâtre des Célestins
- 1998 : Les Revenants d'Henrik Ibsen, mise en scène Olivier Werner, Les Gémeaux
- 1999 : Fantomas de Patrice Gauthier et Édith Scob d'après Marcel Allain et Pierre Souvestre, Café de la Maroquinerie
- 2002 : Le Songe d'une nuit d'été de William Shakespeare, mise en scène Yannis Kokkos, théâtre Nanterre-Amandiers
- 2003 : Déjeuner chez Wittgenstein de Thomas Bernhard, mise en scène Hans Peter Cloos, théâtre de l'Athénée-Louis-Jouvet
- 2004 : Eva Peron de Copi, mise en scène Gloria Paris, théâtre de l'Athénée-Louis-Jouvet
- 2004 : Déjeuner chez Wittgenstein de Thomas Bernhard, mise en scène Hans Peter Cloos, théâtre Montparnasse
- 2006 : Loin de Corpus Christi de Christophe Pellet, mise en espace Jacques Lassalle, Festival de théâtre Nava Limoux
- 2006 : L'Éclipse du 11 août de Bruno Bayen, mise en scène Jean-Pierre Vincent, Théâtre national de la Colline
- 2007 : L'Éclipse du 11 août de Bruno Bayen, mise en scène Jean-Pierre Vincent, La Criée puis théâtre du Nord et théâtre de la Manufacture
- 2008 : Un couple idéal de Jean-Marie Besset, mise en espace Jean-Luc Revol, Festival Nouveaux Auteurs dans la Vallée de l’Aude
- 2008 : Une chambre à soi de Virginia Woolf, mise en scène Anne-Marie Lazarini, théâtre Artistic Athévains
- 2008 : Olga de Jean-Claude Brisville, lecture, théâtre Montansier
- 2009 : Je t'ai épousée par allégresse de Natalia Ginzburg, mise en scène Marie-Louise Bischofberger, théâtre de la Madeleine
- 2009 : La Pierre de Marius von Mayenburg, mise en scène Bernard Sobel, théâtre Dijon-Bourgogne
- 2010 : La Pierre de Marius von Mayenburg, mise en scène Bernard Sobel, Théâtre national de la Colline puis théâtre du Nord
- 2010 : Solness le constructeur d'Henrik Ibsen, mise en scène Hans-Peter Cloos, théâtre Hébertot
- 2012 : Tous ceux qui tombent de Samuel Beckett, mise en scène Jacques Nichet (voix)
- 2013 : Inventaires de Philippe Minyana, mise en scène Robert Cantarella, Théâtre de Poche Montparnasse
- 2014 : Le Misanthrope de Molière, mise en scène Michel Fau, théâtre de l'Œuvre (Arsinoé)
- 2015 : Les Grandes Filles de Stéphane Guérin, mise en scène Jean-Paul Muel, théâtre Montparnasse

### Metteur en scène

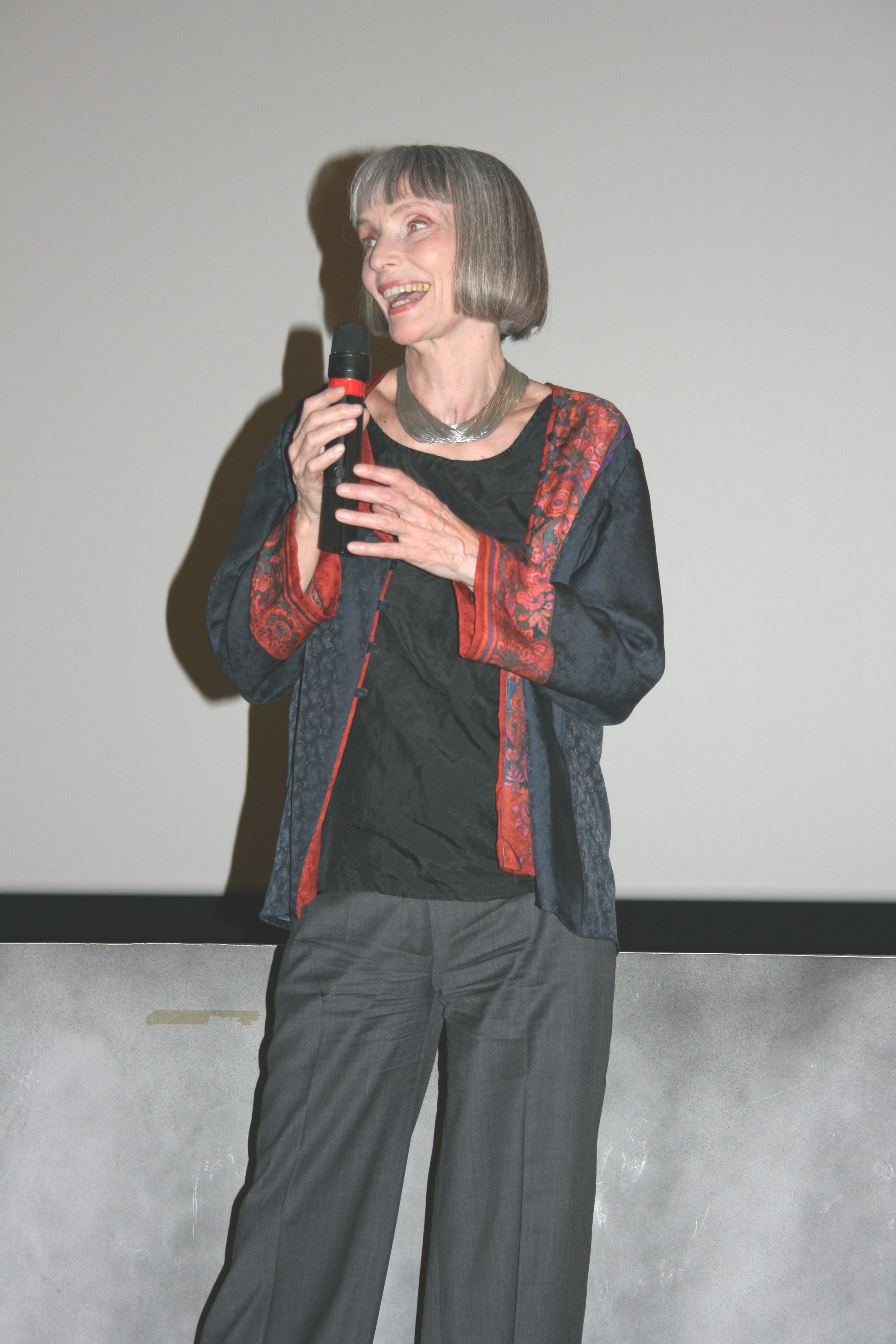
Édith Scob en 2008 à une avant-première de L'Heure d'été.

- 1993 : Où vas-tu Jérémie ? de Philippe Minyana, création Festival d’Avignon puis théâtre Gérard-Philipe
- 1994 : Cousinons la cousine avec Martine Viard, théâtre de la Bastille
- 1996 : Le Gars de Marina Tsvetaïeva, Festival d’Avignon puis Maison de la Poésie
- 2001 : Habitations de Philippe Minyana, Théâtre Ouvert
- 2003 : Portraits vidéo/théâtre, mise en scène avec Christian Colin, Jean-Claude Penchenat, Stéphanie Loïk, théâtre Artistic Athévains

## Filmographie

### Cinéma

#### Longs métrages
- 1959 : La Tête contre les murs de Georges Franju : la folle qui chante
- 1959 : Les Yeux sans visage de Georges Franju : Christiane Génessier
- 1960 : Le Bel Âge de Pierre Kast : Édith
- 1960 : La Ligne de mire de Jean-Daniel Pollet : Pascale
- 1961 : L'assassin est dans l'annuaire de Léo Joannon : Jenny
- 1961 : Le Bateau d'Émile ou Le Homard flambé de Denys de La Patellière : Claude Larmentiel
- 1962 : Thérèse Desqueyroux de Georges Franju : Anne de la Trave
- 1962 : La Chambre ardente de Julien Duvivier : Marie D'Aubray Boissand
- 1963 : Judex  de Georges Franju : Jacqueline Favraux
- 1965 : Thomas l'imposteur de Georges Franju : l'infirmière
- 1968 : Haschisch  de Michel Soutter : la vedette
- 1969 : La Voie lactée de Luis Buñuel : la vierge Marie
- 1971 : Un beau monstre de Sergio Gobbi : Sylvie Revent
- 1971 : La Vieille Fille de Jean-Pierre Blanc : Édith
- 1973 : Erica Minor de Bertrand Van Effenterre : Marianne
- 1976 : L'Acrobate de Jean-Daniel Pollet : Valentine
- 1977 : À chacun son enfer  d'André Cayatte : la folle
- 1977 : La Vocation suspendue de Raoul Ruiz : Angélique
- 1982 : Mille milliards de dollars d'Henri Verneuil : Mme Bronsky
- 1983 : L'Été meurtrier de Jean Becker : la doctoresse
- 1988 : Radio Corbeau d'Yves Boisset : Mme Michel
- 1989 : Baptême de René Féret : Rosalie Dauchy
- 1991 : Rue du Bac de Gabriel Aghion : Judith
- 1991 : On peut toujours rêver de Pierre Richard : Solange de Boilesve
- 1991 : Les Amants du Pont-Neuf de Leos Carax : la femme en voiture
- 1993 : La Cavale des fous de Marco Pico : Mme Toussaint
- 1994 : Casa de Lava de Pedro Costa
- 1994 : Jeanne la Pucelle - Les prisons de Jacques Rivette : Jeanne de Béthune
- 1997 : Un air si pur... d'Yves Angelo : Mlle Sophie
- 1998 : Le Temps retrouvé de Raoul Ruiz : Orianne de Guermantes
- 1999 : Vénus beauté (institut) de Tonie Marshall : la cliente aux taches sur les mains
- 1999 : La Fidélité  d'Andrzej Żuławski : Diane
- 2000 : Comédie de l'innocence de Raoul Ruiz : Laurence
- 2000 : La Chambre obscure de Marie-Christine Questerbert : la veuve
- 2000 : Du côté des filles de Françoise Decaux-Thomelet : Fanette
- 2000 : Les Âmes fortes de Raoul Ruiz : la première femme veillée
- 2001 : Le Pacte des loups  de Christophe Gans : Mme de Morangias
- 2001 : Vidocq de Pitof : Sylvia
- 2002 : L'Homme du train de Patrice Leconte : la sœur de Manesquier
- 2002 : La Mentale de Manuel Boursinhac : Mireille
- 2003 : Bon Voyage de Jean-Paul Rappeneau : Mme Arbesault
- 2003 : Ce jour-là de Raoul Ruiz : Leone
- 2005 : Le Domaine perdu de Raoul Ruiz : Mme Chantal
- 2005 : L'Annulaire de Diane Bertrand : la dame du 223
- 2006 : Komma de Martine Doyen : Hélène Bruckner
- 2007 : Suzanne de Viviane Candas : Mado
- 2007 : La Question humaine de Nicolas Klotz : Lucy Just
- 2008 : Didine de Vincent Dietschy : Mme Mirepoix
- 2008 : L'Heure d'été d'Olivier Assayas : Hélène
- 2008 : Des Indes à la planète Mars de Christian Merlhiot et Matthieu Orléan : Mme Mégevand
- 2009 : Je te mangerais de Sophie Laloy : Mlle Lainé
- 2011 : Où va la nuit de Martin Provost : Mme Talbot
- 2011 : Un baiser papillon de Karine Silla-Pérez : Madeleine
- 2011 : Retour à Mayerling de Paul Vecchiali
- 2012 : Holy Motors de Leos Carax : Céline
- 2013 : Par exemple, Électre de Jeanne Balibar et Pierre Léon
- 2014 : Les Yeux jaunes des crocodiles de Cécile Telerman : Henriette Grobz
- 2014 : Le Règne de la beauté de Denys Arcand : Edwige
- 2014 : Gemma Bovery d'Anne Fontaine : Mme de Bressigny
- 2015 : Une famille à louer de Jean-Pierre Améris : Mme Delalande
- 2016 : L'Avenir de Mia Hansen-Løve : Yvette Lavastre
- 2016 : Le Cancre de Paul Vecchiali : Sarah
- 2019 : Mon inconnue de Hugo Gélin : Gabrielle
- 2025 : Ni dieux ni maîtres d'Éric Cherrière : Grand-mère de Laure (scènes tournées en 2019)

#### Courts métrages
- 1962 : Le Paravent chinois d'Edmond Agabra
- 1963 : Fantasmagorie de Patrice Molinard
- 1964 : Le Père de René Gainville
- 1965 : Le Passage de Cécile Decugis
- 1966 : L'Accompagnement de Jean-André Fieschi
- 1971 : Requiem de Pierre Beuchot
- 2001 : Le Mal du pays de Laurent Bachet : la mère de Marco
- 2004 : Un camion en réparation d'Arnaud Simon : Mathilde
- 2010 : Nova Eva de Guillaume Martinez : Eda Baykan
- 2012 : Argile de Michaël Guerraz
- 2013 : Ennui ennui de Gabriel Abrantes : la mère de Cléo

### Télévision

#### Téléfilms
- 1961 : Un homme de Dieu : Osmonde
- 1966 : Jeanne au bûcher : Jeanne d'Arc
- 1967 : La Cigale de Guy Lessertisseur d’après la nouvelle homonyme d'Anton Tchekhov
- 1968 : La Boniface de Pierre Cardinal
- 1968 : La Jeune Fille Violaine de Jean-Paul Carrère d’après Paul Claudel
- 1969 : La Librairie du soleil d'Edmond Tyborowski : Velia
- 1972 : Le Grillon du foyer de Jean-Paul Carrère
- 1973 : Byron, libérateur de la Grèce de Pierre Bureau
- 1975 : Que voyez-vous Miss Ellis ? : Miss Ellis
- 1975 : Monsieur Jadis de Michel Polac
- 1976 : La Vérité tient à un fil : Mme Brassellier
- 1979 : Le Dernier Mélodrame de Georges Franju
- 1981 : Le Sang des Atrides : la voyante
- 1982 : L'Ours en peluche d'Édouard Logereau
- 2011 : Une vie française (téléfilm) : Claire Blick
- 2012 : Clara s'en va mourir : mère Clara
- 2016 : Diabolique : Madame de Lassay

#### Séries télévisées
- 1967 : Les Cinq Dernières Minutes : La Mort masquée de Guy Lessertisseur : Valérie
- 1976 : La Poupée sanglante : la marquise de Coulteray
- 1979 : Médecins de nuit de Pierre Lary, épisode : Les Margiis (série télévisée) : Brigitte Sarnaude
- 1981 : Julien d'Emmanuel Fonlladosa
- 1982 : Casting d'Arthur Joffé
- 1992 : Haute Tension, épisode Légende de François Luciani
- 2001 : Les Duettistes : Ève
- 2002-2011: Sœur Thérèse.com  : la Mère supérieure
- 2002 : Avocats et Associés : Edwige Bardin
- 2002 : Caméra Café : Mme Bouvard
- 2004 : Déjeuner chez Wittgenstein, mise en scène de Hans Peter Cloos
- 2016 : Accusé : Colette
- 2017 : Transferts : Alexandra

## Distinctions

### Nominations
- César 2009 : Meilleure actrice dans un second rôle pour L'Heure d'été
- César 2013 : Meilleure actrice dans un second rôle pour Holy Motors
- Chlotrudis Awards 2013 : Meilleure actrice dans un second rôle pour Holy Motors